# Ošit
Ošit (lat. diaphragma) je plosnata, tanka mišićno-vezivna ploča (koja u tijelu ima oblik kupole - konveksan je na gornjoj površini koja gleda na prsnu šupljinu, a konkavan na trbušnoj strani) koja se kod sisavaca nalazi smješten na dnu prsnog koša i odjeljuje prsnu šupljinu od trbušne šupljine. Ošit ima važnu ulogu u disanju (njegova kontrakcija omogućuje udisaj). Kod čovjeka, ošit inervira lat. nervus phrenicus.
Na ošitu se nalaze otvori koji omogućuju krvnim žilama, živcima i jednjaku da prelaze iz prsne u trbušnu šupljinu:
- lat. foramen venae cavae
- lat. hiatus aorticus
- lat. hiatus esophageus
- Lareyev otvor
- Morgangijev otvor
- Bochdaleckov otvor
- otvori koje s kralježnicom čine lat. ligamentum arcuatum mediale i lat. ligamentum arcuatum laterale

## Polaziše i hvatište
Mišićne niti ošita polaze s različitih dijelova stjenki prsnog koša, idu prema središtu, gdje prelaze u tetivno središte (lat. centrum tendineum):
- lat. pars sternalis - mišićne niti polaze se stražnje strane prsne kosti
- lat. pars costalis  - mišićne niti polaze se unutarnje strane rebrenih hrskavica (7. – 12. rebra)
- lat. pars lumbalis - tetive ovih mišićnih niti polaze s trupova kralježaka i intervertebralnih ploča (L2-L5)

Mišićne i tetivne niti čine brojne otvore u ošitu i spajaju se u tetivnom središtu.